# バース星
バース星（バースせい）は、テレビアニメ『宇宙戦艦ヤマトIII』に登場する架空の惑星。

## 概要
地球から1500光年、ボラー連邦から35000光年に位置する近隣恒星系バジウド星系第4惑星である。最高気温は5度と気候は冷涼で、針葉樹林に覆われているなど、大気や鉱物組成、植物の分布状態などは地球と酷似している。
元来は独立国家「惑星国家バース」を名乗っていたが、劇中世界（西暦2205年）の10年ほど前に、ボラー連邦の保護国となった。総督府が置かれ、総督ボローズが統治していた。保護国にした理由についてボローズは「絶えず諸国家からの侵略の危機に見舞われ、独立を守れなかったため、ボラー連邦が救援の手を差し伸べた」としている。しかし、ヤマト乗組員の多数はボラー連邦が本星を侵略したと解釈していた。
本星はボラー連邦本国で犯罪を犯した囚人を移送する流刑地として使用されていた。森林や雪原には強制収容所や処刑場が建設され、ビーム柵の中で囚人が多数収容されていた。

## バース人
惑星の原住民の外観は、肌の色が緑色である以外は地球人類と酷似している。肌の色から白色彗星帝国（ガトランティス）人と容姿が酷似している。しかし、バース人の特徴として、欧米人風な彫りの深い顔立ちで、太目の眉毛、天然パーマの栗色・茶色の髪を持っていることなどから、両者を区別できる。
ラジェンドラ号の艦長ラムのように軍人や警備隊に登用されており、ボラー人に虐げられる描写はなかったため、平等に扱われている様子。

## バース軍
バース軍人はラムのように、ボラー連邦よりも故国バース星への忠誠（愛着）心が強い。地球に対しては友好的に接していた。ラジェンドラ号は、地球による補給・修理を厚く恩義と感じていたため、宇宙戦艦ヤマトを見捨てて逃走することができず、ガルマン・ガミラス艦隊の攻撃を受けて轟沈するなど、生命よりも礼儀を重んじる描写がなされた。なお、軍服はボラー連邦軍とは異なった、帆船時代の船乗りを思わせる独自のデザインのものを着用している。
バース艦隊は、ボラー連邦から供与された多数の戦艦Aタイプ・戦艦Bタイプ・バルコム艦の同型艦で編成し、ラジェンドラ号を艦隊旗艦にしていた。

## 劇中での描写
第1話で、将軍ダゴン率いるガルマン・ガミラス帝国東部方面軍第18機甲艦隊と、ラムのバース軍艦隊は太陽系近くで艦隊戦を繰り広げる。バース星艦隊は、惑星破壊プロトンミサイルを使用したガルマン・ガミラス軍に大敗を喫した。一方、同ミサイルの流れ弾が太陽に突入し、その核融合異常増進を招くことになる。
第2話 - 第3話、バース軍艦隊とガルマン・ガミラス軍第18機甲艦隊はバース星近くで艦隊決戦を行い、惑星国家バースはガルマン・ガミラス帝国に事実上敗北した。ガルマン・ガミラス軍第18機甲艦隊は、その勢いで地球連邦が開発中であるケンタウルス座アルファ星の第4惑星を攻撃するが、バース軍残存艦隊はその背後に奇襲をかける。しかし、戦況はバース側が不利のままで、両軍とも太陽系内空域に小ワープし、戦闘を続行した。
第5話 - 第6話、バース軍艦隊で唯一生き残った旗艦ラジェンドラ号は、大破して太陽系に漂着する。ヤマトの好意により、海王星の宇宙船ドックで食料・燃料の補給と機関の修理を受けるが、追跡してきたガルマン・ガミラス軍第18機甲艦隊によって撃沈される。ヤマトも戦闘に巻き込まれ、ガルマン・ガミラス帝国と対峙することになった。
第11話 - 第12話、ヤマトはバース星近辺に到達し、警備隊長レバルスのボラー艦隊は威嚇攻撃を加える。ラムの打電でラジェンドラ号を助けた艦がヤマトであることを知っていたレバルスは、古代進の通信によって誤解が解けた。艦体点検と植物採集を望むヤマトにボラー星での3日間寄港を許可し、総督ボローズも歓迎する。
しかし、ボラー連邦から移送されたシャルバート信者を中心とした流刑者が、シャルバート星に向かうことを目的としてヤマトを占拠したことにより、状況は一変する。この流刑者たちがボラー側に拘束された際、古代は寛大な処置をボローズに頼むようレバルスに願い出るが、バース星に艦隊を引き連れて状況視察に赴いたボラー連邦首相ベムラーゼがシャルバート信者の処刑を指示したため、古代の願いも虚しく処刑が執行された。
この出来事で古代とベムラーゼは口論となり、ヤマト（地球）を敵国と決めつけたベムラーゼは、表敬に来た古代たちとヤマトの捕縛を命令する。閲兵式を観閲中のベムラーゼが、古代たちの始末に手間取っている警備隊を見てボローズにヤマトの撃滅を命令した結果、バース星に駐留していたボラー艦隊はヤマトと交戦して全滅する。
ベムラーゼは、自分に逆らうヤマトとボローズの不手際に怒り、「あのような醜い星は二度と見たくない」と発言する。その後、ボラー艦隊がヤマトもろとも消滅させようと多数の惑星破壊プロトンミサイルを発射し、ヤマトに回避されたもののバース星には全弾が命中する。ボローズをはじめ多くの味方が巻き添えとなり、バース星は消滅した。